# Thunder (canción de Boys Like Girls)
«Thunder» es el tercer sencillo del álbum epónimo de Boys Like Girls.
La canción fue lanzada en una versión acústica primeramente, antes de que apareciera en el primer álbum de la banda, y más de dos años después la canción tuvo un lanzamiento oficial. Impactó en las radios el 6 de mayo de 2008. La banda primero posteó el radio remix de la canción en su MySpace el 11 de marzo de 2008. Fue la primera canción de Boys Like Girls escrita, y fue escrita sobre la novia en la secundaria de Martin. A pesar de su pobre desempeñó en las listas en comparación de sus sencillos anteriores, fue certificado Oro por RIAA en la misma semana que "Hero/Heroine fue Oro también.

## Lista de canciones
1. "Thunder" (Álbum versión) - 3:56
2. "Thunder" (Radio Mix/Single version) - 3:58
3. "Thunder" (Acoustic Version) - 3:58

## Vídeo musical
El vídeo musical fue lanzado el 20 de junio de 2008, y estrenado en FNMTV. El vídeo musical muestra un grupo de amigos, en que hay parejas allí. El vídeo musical comienza con la banda tocando, y luego pasa a los amigos en un restaurante comiendo y comienzan a tener una pelea de comida, con intervalos de la banda tocando. Los amigos van hacia un campo, dónde beben y ríen. Los amigos comienzan a hacer una pirámide humana, pero fallan. Las parejas comienzan a estar solas y a besarse. Desde aquí, la banda es mostrada bajo la lluvia. Los amigos son mostrados nadando en una piscina, con una pareja besándose bajo el agua. Luego corren a través de un aparcamiento y se paran bajo una barandilla para ver la salida del sol. Las parejas se besan de nuevo, y el vídeo termina con la banda dejando sus instrumentos.
El vídeo musical "Thunder" fue filmado en Cerritos, California, un suburbio del estado de Los Ángeles. El vídeo fue grabado en muchas localidades a través de Cerritos, que incluyeron: la tienda Tall Mouse Crafts en South Street y Carmenita Road, etc. 
El lugar principal dónde la banda es vista tocando es en la calle Droxford St. y Pinewood Circle.

## Críticas
- Crítica de 'Thunder' en Contactmusic.com
- Crítica de 'Thunder' en Culturedeluxe.com
- Crítica de 'Thunder en Absolutepunk.com

## Listas
| Lista(2008)            | Posición máxima |
| ---------------------- | --------------- |
| U.S. Billboard Hot 100 | 76              |
| U.S. Billboard Pop 100 | 32              |